# アセットマネジメント
アセットマネジメント (AM) もしくは資産運用（しさんうんよう）とは、広義としては、投資資産の運用を実際の所有者・投資家に代行して行う業務のことである。従って、株式・債券・投資用不動産、その他金融資産の運用を代行する業務一般を意味する。
不動産業界においては、投資用不動産を投資家に代行して管理・運用する業務を指す。
プロパティ・マネジメント (PM) との違いは、PMが主に不動産の物理的な管理、賃借人などの契約管理・賃料の収受、管理費用の支払い代行などの業務を行うのに対し、アセット・マネジメントは、投資家・所有者の代理人としてPMの選択・PMに対する指示などを行い、投資家に対しては投資利回りを最大化する責務を負うことである。
国際規格としては、2014年1月にISO 55000シリーズが国際標準化機構より発行された。日本産業規格としては、2017年8月にJIS Q 55000シリーズが発行された。同規格の普及のため2017年5月に一般社団法人日本アセットマネジメント協会 (JAAM: Japan Association of Asset Management) が設立している。

## ISO、JIS
- ISO 55000 Asset management — Overview, principles and terminology
- ISO 55001 Asset management — Management systems — Requirements
- ISO 55002 Asset management — Management systems — Guidelines for the application of ISO 55001
- ISO/TS 55010 Asset management — Guidance on the alignment of financial and non-financial functions in asset management　(アセットマネジメントにおける財務および非財務の機能の整合に関するガイダンス[1])

- JIS Q 55000 アセットマネジメント―概要，原則及び用語
- JIS Q 55001 アセットマネジメント―マネジメントシステム―要求事項
- JIS Q 55002 アセットマネジメント―マネジメントシステム―ＪＩＳ　Ｑ　５５００１の適用のための指針

## 主なアセットマネジメント会社
- SOMPOアセットマネジメント
- 三井住友DSアセットマネジメント
- 野村アセットマネジメント
- 東京海上アセットマネジメント
- 日興アセットマネジメント
- 三井住友トラスト・アセットマネジメント
- アセットマネジメントOne
- ニッセイアセットマネジメント
- スカイオーシャン・アセットマネジメント
- アバディーン (企業)
- シュローダー (企業)
- ブルックフィールド・アセット・マネジメント
- SBIホールディングス
- 村上ファンド
- 年金積立金管理運用独立行政法人
- パシフィック・インベストメント・マネジメント
- トヨタアセットマネジメント
- ジュリアス・ベア
- T&Dアセットマネジメント株式会社
- 信和アセットマネジメント
- 三菱UFJ国際投信
- ゴールドマン・サックス
- クレディ・スイス
- UBS
- オールニッポン・アセットマネジメント
- PAGインベストメント・マネジメント
- PayPayアセットマネジメント
- アポロ・グローバル・マネジメント
- アクサ・インベストメント・マネージャーズ
- ブラックロック
- ステート・ストリート
- バンガード・グループ
- ブラックストーン・グループ
- ナティクシス
- さわかみ投信
- サーベラス・キャピタル・マネジメント
- ソシエテ・ジェネラル
- JPモルガン・チェース
- モルガン・スタンレー
- フィデリティ・インベストメンツ
- 農林中央金庫
- 農林中金バリューインベストメンツ
- 三井物産オルタナティブインベストメンツ
- 楽天投信投資顧問
- MFSインベストメント・マネジメント

不動産証券化系（不動産投資顧問）
- KJRマネジメント（旧 三菱商事・ユービーエス・リアルティ）
- 大和リアル・エステート・アセット・マネジメント - 大和証券リビング投資法人、大和証券オフィス投資法人、大和証券レジデンシャル・プライベート投資法人、大和証券ホテル・プライベート投資法人、大和証券ロジスティクス・プライベート投資法人のアセットマネジメント。
- 伊藤忠リート・マネジメント - アドバンス・レジデンス投資法人、アドバンス・ロジスティクス投資法人のアセットマネジメント。

## 関連書籍
- 「アセットマネジメントの世界 第2版: 新たな社会的使命と実践」（宇野　淳 (監修), 日本投資顧問業協会 (編集)、東洋経済新報社、2022年10月14日)

- 「図解入門ビジネス 最新 アセットマネジメントの基本と仕組みがよ~くわかる本[第2版] (How-nual図解入門ビジネス)」（勝盛政治 (著)、秀和システム、2022年2月11日)

- 「図解入門ビジネス最新投資ファンドの基本と仕組みがよ~くわかる本[第3版] (How‐nual Business Guide Book) 」（岡林 秀明  (著)、秀和システム; 第3版、2014年7月29日)